# 고코마쓰 천황
고코마쓰 천황(後小松天皇, 1377년 8월 1일~1433년 12월 1일)은 일본의 100대 천황이자 북조의 제6대 천황(1382.4.24~1393.10.21)이다.
호칭의 유래는 58대 천황 고코 천황(光孝天皇)의 별칭인 고마쓰노미카도(小松帝)에게서 따온 것으로 비한자문화권에서는 고코 2세로 불리기도 한다.
고코마쓰 천황은 고엔유 천황의 장남이다. 그의 어머니는 나이다이진 산조 기미타다(三条公忠)의 딸 쓰요모닌(通陽門院) 산죠 이쓰코(三条厳子)이다. 휘(諱)는 모토히토(幹仁)이다.

## 가계도
- 비(妃) : 코혼몬인(光範門院) 히노니시(후지와라) 스케코(시시)(日野西(藤原) 資子) (1384-1440) - 히노니시 스케쿠니(日野西 資國)의 딸, 곤다이나곤 히노 스케노리의 양녀
  - 제2황자 : 사네히토 친왕(実仁 親王) - (쇼코 천황)
  - 제3황자 : 오가와노미야(小川宮) (1404-1425)
  - 제1황녀 : 리에 여왕(理永 女王) (1406-1447) - 다이쇼지 몬제키
- 텐지 : 다이나곤텐지(大納言典侍) 칸로지(후지와라) 츠네코(켄시)(甘露寺(藤原) 經子) - 칸로지 카네나가(甘露寺 兼長)의 딸
- 궁인 : 후지와라(藤原氏) - 준대신 히노니시 스케쿠니(日野西 資國)의 딸
- 궁인 : 오요에노츠보네(小兵衛局) 미나모토씨(源氏) - 궁내 쇼스케 토키씨의 딸
  - 제2황녀 : ? (1412-?)
- 궁인 : 비참의 시라카와 스케타다(白川 資忠)의 딸
- 궁인 : 후지와라씨(藤原氏)
  - 제1황자 : 잇큐 소쥰(一休宗純) (1394-1481) - 다이토쿠지 주지, 사생아라는 설도 있음
- 양자 : 히코히토 친왕(彦仁 親王) - (고하나조노 천황)

## 생애
고코마쓰 천황은 난세였던 남북조시대에 히노 스케노리(日野資教)의 집에서 자랐다. 아버지 고엔유 천황의 양위로 6세에 천황으로 즉위했다. 당시 무로마치 막부의 제3대 쇼군이었던 아시카가 요시미쓰는 고엔유 천황과 사이가 좋지 않았고, 상황의 자격으로 섭정을 하던 고엔유 천황이 죽자 요시미쓰가 조정의 실권을 장악했다.
1392년 교토로 귀환한 남조의 고카메야마 천황에게서 일본 황실의 상징인 삼종신기를 건네받아 대립을 거듭하던 남북조 사이에 화의를 맺었고 평화적인 통합의 일환으로 남조와 북조가 교대로 황위를 계승하기로 합의했다. 이로써 고코마쓰 천황은 1392년부터 일본 천황이 되었다.
1412년 고코마쓰 천황은 합의를 어기고 아들 미히토 친왕(훗날의 쇼코 천황)에게 양위하고 상황으로 물러났다. 쇼코 천황은 병약해서 후계자를 두지 못했고 차남마저 요절하자 대가 끊길 것을 우려한 고코마쓰 천황은 스코 천황의 혈통을 잇는 후시미노미야 사다후사 친왕에게 뒤를 잇게 하려 했지만 쇼코 천황의 반발로 실패로 돌아갔다. 이후 쇼코 천황이 젊은 나이로 죽자 사다후사 친왕의 아들이 고하나조노 천황으로 즉위했고 고코마쓰 천황은 쇼코 천황 및 고하나조노 천황의 2대에 걸쳐 상황으로서 섭정을 했다.